# SPA Dovunque 41
Lo SPA Dovunque 41 è un autocarro pesante fuoristrada prodotto in Italia ed utilizzato dal Regio Esercito prima e dall'Esercito Italiano poi.

## Storia
Il mezzo nacque come "Dovunque pesante" a trazione integrale 6×6 nel 1941, sviluppato sia nella versione autocarro che in quella trattore d'artiglieria e battezzato SPA Dovunque 41. La prima versione entrò in produzione nei primi mesi del 1943, ma la carriera nel Regio Esercito venne rapidamente interrotta dall' 8 settembre. Nel 1944 la produzione riprese per i tedeschi con la consegna di 153 esemplari. Nel dopoguerra, rimase in produzione fino al 1948 per l'Esercito Italiano; in configurazione carro soccorso rimase in servizio fino agli anni '70.
La versione SPA TM41 (Trattore Medio) venne adottata il 24 marzo 1942 per il traino del cannone contraereo 90/53 Mod. 1939.
Una versione autocannone fu proposta nel 1942, ma solo nel 1944 la Viberti produsse un prototipo con cabina blindata e cannone da 90/53 in torretta corazzata. Tale esemplare fu impiegato dal Gruppo artiglieria "Colleoni" della Xª Flottiglia MAS.
Sempre nel '42 fu presentata una versione leggera dell'autocarro, chiamata SPA Dovunque 42, che, se non fosse intervenuto l'armistizio, sarebbe dovuta entrare in produzione nel febbraio del '44.

## Tecnica

Trattore medio TM41.

L'impostazione generale del mezzo riprende quella del suo predecessore SPA Dovunque 35. Si tratta di un telaio a tre assi e sei ruote motrici. Le prime due ruote sono motrici e direttrici; le quattro posteriori, anch'esse motrici, sono singole e non gemellate come sugli altri Dovunque. Il primo interasse è di 3,9 metri, il secondo di 1,6 metri circa e la carreggiata di 2 metri. Tra il primo ed il secondo asse, caratteristica dei Dovunque, sono fissate le ruote di scorta, in folle, a 360 mm dal suolo.
Il motore è un diesel 6 cilindri da 9365 cm³, erogante 110 hp a 2000 giri/min.
Nella versione autocarro la cabina, in posizione avanzata, è metallica, interamente chiusa (tranne per la botola rettangolare superiore), a due posti con guida a destra. La griglia del radiatore è protetta da un caratteristico paratelaio tagliafili. Posteriormente monta un grande cassone di legno da 4,2 t di portata.
La versione autocarro trattore è invece caratterizzato da una lunga cabina scoperta con copertura in tela a soffietto. Nella cabina, dietro a conduttore e capomacchina, prendono posto, su due file di tre sedili ciascuna, i serventi del pezzo. Dietro alla cabina è installato un piccolo cassone portamunizioni. Rispetto all'autocarro dispone inoltre di un potente verricello posteriore.

Dovunque 41 versione autocarro catturati dai tedeschi ed impiegati per il traino di 8,8 cm FlaK.

Nella versione autocannone, della quale rimangono solo alcuni disegni della Viberti, la cabina è corazzata, mentre il cassone è sostituito da una piattaforma, stabilizzata su martinetti, sulla quale è installata una torre blindata che ospita il potente cannone 90/53 Mod. 1939.
La versione carro soccorso monta la cabina chiusa ed è dotata, al posto pianale di carico, di una gru per il recupero di mezzi immobilizzati e di due martinetti idraulici tra il primo ed il secondo asse. L'equipaggio aggiuntivo siede su una panchetta fissata contromarcia dietro alla cabina.